# Eulogio Fernandini
Eulogio Erasmo Fernandini de la Quintana (Ica, 13 de septiembre de 1860 - Lima, 24 de diciembre de 1947) fue un empresario minero peruano.

## Biografía
Su padre, Erasmo Camilo Fernandini Mejía, fue juez magistrado de la Corte Suprema de Huancayo y de Cerro de Pasco. Su madre, Ignacia de la Quintana y González del Valle, fue descendiente de los marqueses de Campo Ameno y de Soto Hermoso.
Realizó sus estudios en Ica, en Cerro de Pasco y en el Seminario de Huánuco. Sus estudios fueron interrumpidos debido a que Eulogio contrajo una grave infección intestinal, lo que le llevó a iniciar diversos viajes con sus padres para buscar un tratamiento sin mucho éxito. Junto a un amigo de su padre, partió hacia Hamburgo para buscar un tratamiento para la enfermedad y luego se trasladó a Viena para estudiar.
A los 24 años de edad, regresó al Perú para trabajar en las minas Gallo Hermanos ubicadas en Cerro de Pasco.
Eulogio conoció a Isolina Clotet Valdizán, hija del empresario minero Manuel Clotet y Matamoros y de Guadalupe Valdizán, con quien inició un romance.
El 15 de agosto de 1884, Eulogio e Isolina se casaron en la iglesia de Chaupimarca y como regalo de bodas, recibió la mina de Colquijirca. De este matrimonio nacieron Manuel, Emma, Octavio, Erasmo, Félix, Ignacio, Eulogio, Ana María y Elías Fernandini Clotet. 
En 1886 se iniciaron los trabajo en el socavón principal de Colquijirca llamado “Socavón Fernandini”, de donde se obtuvo plata, plomo y zinc. En 1889 instaló la Fundición de Huaraucaca.
Eulogio descubrió el yacimiento de bismuto de San Gregorio y luego en las altas cumbres de la cordillera, descubrió enormes áreas de vanadio con la que estableció Minarragra; del mismo modo continuó sus exploraciones hacia la mina de mercurio de Santa Bárbara.
A la par de la actividad minera, compró haciendas ganaderas en Pasco como Quisque, Acobamba, Andachaca, Allcas, Huanca, La Quinua y Racracancha, las cuales pasaron por un proceso de mejora de ganado.
En el sector agrícola, contó con las haciendas de Pro y Comas, situadas en el valle de Carabayllo de Lima.
En 1922, integró el primer directorio del Banco Central de Reserva del Perú, del que fue vicepresidente junto a Eulogio Romero Salcedo (presidente), Genaro Castro Iglesias, Juan Francisco Raffo (representante del Banco Italiano), entre otros.
Murió en diciembre de 1947 y fue enterrado en su mausoleo en el Cementerio Presbítero Maestro.

## Reconocimientos
- Orden El Sol del Perú en el grado de Gran Oficial (1960)